# Antonio Rodríguez de León
Antonio Rodríguez de León y López de Heredia (Villanueva del Duque, Córdoba, 1896 - 30 de diciembre de 1965) fue un periodista, político, poeta, crítico literario, traductor y escritor español. Miembro del Partido radical, llegó a ejercer de gobernador civil en varias provincias. 

## Biografía
A los pocos años de edad emigró con su familia del pueblo de Villanueva del Duque a Sevilla, donde estudió el Bachillerato y se licenció en Derecho. 
Por entonces conoció al grupo sevillano de la Generación del 27: Rafael Porlán y Alejandro Collantes de Terán, entre otros, y fundó la revista de poesía Alma. Periodista vocacional empezó su carrera en las páginas de El Sol de Madrid y trabajó también en El Liberal de Sevilla. Por su amistad con Diego Martínez Barrio entró en política en el Partido radical de Alejandro Lerroux, lo que le llevó en el año 1933 a ser nombrado gobernador civil de la provincia de Ciudad Real. Durante ocho meses se distinguió en la lucha contra el paro obrero, pero tuvo que abandonar su cargo al dimitir su amigo Diego Martínez Barrio. Se reincorporó entonces a la redacción madrileña de El Sol, tras ser homenajeado por la población manchega.
Vuelve a la política en febrero del año 1936 al tomar posesión el 21 de febrero de 1936 como gobernador civil de Córdoba hasta el 18 de julio de 1936. Pertenecía entonces a la Unión Republicana y por tanto a la coalición del Frente Popular y durante su mandato en esa plaza se distinguió por su imparcialidad. No aceptó de buen grado el nombramiento del alcalde socialista de Córdoba Manuel Sánchez Badajoz. Esto motivó que en los meses que tuvieron ambos mandatarios en sus cargos existieran relaciones tirantes y poco fluidas. Mediador en numerosos conflictos sociales, exigió a los propietarios que dieran trabajo a los jornaleros y a estos que respetaran la propiedad privada. Tuvo un destacado papel en la resolución de las huelgas y encierros en la cuenca minera de Peñarroya. Se volcó también en solucionar los problemas de su pueblo natal y de los mineros del entorno ante la terrible crisis provocada por el cierre de las minas. Al iniciarse la Guerra Civil el 18 de julio de 1936 permaneció en la sede del gobierno hasta que este fue cañoneado por los militares sublevados, tras este hecho rindió la ciudad al coronel Cascajo. Aunque algunos comentarios le atribuyen una posición  ambigua frente a los republicanos y los sublevados, él se limitó a cumplir las órdenes que llegaban desde el gobierno de la nación para no proporcionar armas a la población, de esa manera no aceptó en ningún momento las propuestas de los diputados que le presionaban en la sede del gobierno civil para que lo hiciera.
Fue también presionado para que no entregara el gobierno a los rebeldes por el alcalde de Córdoba Manuel Sánchez Badajoz, el presidente de la Diputación José Guerra Lozano, los diputados socialistas Vicente Martín Romera y Manuel Castro Molina, Pedro Ruiz Santaella compañero de partido y presidente de Unión Republicana y el exdiputado Joaquín García Hidalgo. La situación era insostenible ante la diferencia de fuerzas y al primer cañonazo de los rebeldes, Vicente Martín Romera, José Guerra Lozano y Manuel Sánchez Badajoz (entre otros) huyeron del gobierno civil, dejando prácticamente solo a Rodríguez de León, que firmó la rendición horas más tarde.
No fue detenido por los insurrectos como las demás personalidades, quedando retenido aquella misma tarde junto a su familia en el Hotel Simón, desde donde se lo llevaron en dos ocasiones  a la cárcel, la primera por sospechas de haber hablado con el gobierno de Madrid, para acabar pasando en total ocho días arrestado. Tras ser liberado por los insurrectos se fue a Sevilla.
Tras la guerra colaboró con el periódico España de Tánger y la revista Semana, ejerciendo brillantemente la crítica teatral y cinematográfica, que firmaba en el primero de los periódicos citados con el seudónimo de "Sergio Nerva". Destacó también como traductor de obras en portugués, francés e inglés. Perteneció a la redacción de ABC de Madrid, donde desempeñó diversas funciones. En 1954 fue nombrado jefe de colaboraciones, pasando  después a jefe del archivo, cargo que desempeñaba al fallecer el 30 de diciembre de 1965. Miembro de la Real Academia de Ciencias, Bellas Letras y Nobles Artes de Córdoba desde el año 1954 y del Instituto Internacional de Teatro de la UNESCO (1960),  fue galardonado en 1958 con el Premio Nacional de la Crítica Teatral.

## Obras
- Alteración de clases, juguete cómico estrenado en Sevilla el 12 de febrero de 1921.
- Edipo padre Sevilla, 1939, novela.
- Redimida, novela corta.